# Club Balonmano Remudas Isla de Gran Canaria
El Club Balonmano Remudas Isla de Gran Canaria, cuyo primer equipo se denomina Rocasa Gran Canaria por motivos de patrocinio, es un equipo de balonmano de la ciudad de Telde, Gran Canaria, y que participa en la Liga Guerreras Iberdrola de Balonmano, anteriormente denominada Liga Loterías. También cuenta con un equipo filial que compite en la División de Plata.

## Historia
El club comienza su andadura en noviembre del año 1978, con Antonio Moreno en los banquillos y los despachos, ascendiendo a División de Honor en la temporada 1987/1988, sin haberla abandonado en ningún momento, siendo su mejor clasificación en la temporada 2014-2015, cuando logró ser subcampeón de liga por segunda temporada consecutiva. También ha realizado ligas donde ha quedado en tercer puesto y en varias temporadas cuartos, consolidándose como el club de balonmano que más años ha participado y de manera continuada en la máxima categoría del balonmano nacional de la región canaria, más antiguo en la División de Honor (España) , el que más campeonatos nacionales de balonmano ha obtenido y el primero en la comunidad canaria en obtención de campeonatos nacionales de cualquier especialidad.
Así mismo ha tenido cuatro participaciones en competiciones europeas, llegando en dos casos a cuartos de final y en otros dos a octavos de final.

### Una etapa de éxitos
En la temporada 2012-2013, el Rocasa Gran Canaria ACE comenzaba un tiempo de grandes logros nacionales. Con una racha de seis partidos ganados en las seis primeras jornadas, el equipo empezó a soñar con algo más grande. En la Copa de la Reina de 2013 se clasificó por primera vez para una final (nunca antes había pasado de los cuartos de final), perdiendo la misma ante el Balonmano Bera Bera por 25-24, primer subcampeonato en la historia del club.
El equipo lograba clasificarse para la Copa EHF al terminar terceros en División de Honor, por detrás del Bera Bera, que quedó campeón, y del Helvetia Balonmano Alcobendas, que fue tercero.
Una campaña más tarde, el equipo logró ser subcampeón de liga, después de volver a tropezar con el Bera Bera, que volvió a ganar el campeonato nacional. También se encontró con las donostiarras en Copa y Supercopa, en ambos subcampeones, pero realizando uno de los mejores concursos de la historia del CB Remudas.
En la temporada 2014-2015, el Rocasa Gran Canaria volvió a quedar subcampeón de liga y Supercopa, pero logró el primer título de la historia al vencer en la prórroga al BM Bera Bera por 20-19, clasificándose para la Supercopa de España que se disputará a finales de agosto, de nuevo, contra las vascas. Se clasificó para la Copa EHF.

## Palmarés

### Títulos internacionales
- EHF Challenge Cup (2): 2015-16, 2018-19.[2]
  - Subcampeón EHF Challenge Cup (1): 2017-18.
- EHF European Cup (1): 2021-22.[3]

### Títulos nacionales
- Liga de Balonmano Femenina (1): 2018-19.[4]
  - Subcampeón de Liga (3): 2013-14, 2014-15, 2015-16.
- Copa de la Reina (2): 2014-15, 2016-17.[5][6]
  - Subcampeón de la Copa de la Reina (2): 2012-13, 2013-14.
- Supercopa (2): 2017-18, 2019-20.
  - Subcampeón Supercopa (1): 2013-14.

### Otros logros
- 32 años en la máxima categoría del balonmano español.
- Equipo más antiguo de la categoría.
- 11 jugadoras aportadas a la selección española absoluta.
- 20 jugadoras aportadas a la selección española junior.
- 30 jugadoras aportadas a la selección española juvenil.
- 3 veces campeón de España infantil.
- 6 veces campeón de España cadete.
- 5 veces campeón de España juvenil.
- 1 vez campeón de la Minicopa de España Femenina.

## Plantilla

### Plantilla Rocasa Gran Canaria
Plantilla 2024-25
| - 4. Melania Falcón González - 5. Lineea Sundholm - 24. Carla Rebelles - 32. Yassira Ramírez - 66. Suhana Bayonas - 6. Almudena Rodríguez - 7. Martina Lang - 10. Larissa Fernanda Da Silva Nascimiento - 29. María Cobo - 34. Ana Medina - 44. Eider Poles Olucha | - 16. Silvia Navarro - 13. Lulu Guerra - 1. Sabina Mínguez García - 9. Susana Martín González - 31. María Zaldúa - 15. Rebeca López Martín - 17. Jhennifer Rosa Lopes dos Santos - 19. Noemí Artiles |

#### Técnicos
- Carlos Herrera Martín

### Entradas y salidas para la temporada 2025-26
|  | Llegan - María González Martín (desde el Club Balonmano La Calzada) | Se van - 17. Jhennifer Lopes - 4. Mela Falcón (Retirada) |

## Grandes jugadoras históricas
A lo largo de la historia, grandes jugadoras internacionales y nacionales han vestido los colores del Remudas:
- Silvia Navarro
- Melania Falcón González
- María Gomes Da Costa
- María González Méndez
- Rita Hernández
- Rebeca López Martín
- Marta Mangué
- Sayna Mbengue
- Ana Belén Palomino Delgado
- Haridian Rodríguez
- Alba Spugnini
- Tiddara Trojaola
- María Zaldua
- Ana Paula Rodrigues
- Cristina Luján